# Amblyomma geayi
Amblyomma geayi (лат.) — вид клещей рода Amblyomma из семейства Ixodidae. Южная Америка: Бразилия (Para, Amazonas, Rondonia, Parana), Колумбия, Панама, Перу, Гайана, Французская Гвиана, Суринам. Паразитируют на млекопитающих, таких как ленивцы Bradypus tridactylus и Choloepus hoffmanni, а также на дикобразе Coendou prehensilis. Вид был впервые описан в 1899 году зоологом Л. Г. Ньюманном (Neumann, L. G. 1899).